# Шафранов, Пётр Григорьевич
Пётр Григорьевич Шафранов (9 [22] января 1901 — 4 ноября 1972) — советский военачальник, Герой Советского Союза (19.04.1945). Генерал-полковник (1958).

## Гражданская война и межвоенное время
Родился 9 (22) января 1901 года в селе Большое Фролово, ныне Буинского района Республики Татарстан.

Могила Шафранова на Новодевичьем кладбище Москвы

Родился в семье крестьянина. Трудился по найму с 13 лет.
В Красной Армии — с октября 1919 года. Участник Гражданской войны, красноармеец 4-го запасного стрелкового полка в Казани, затем 112-го стрелкового полка 13-й стрелковой дивизии на Западном фронте. С июля 1920 года — командир звена и отделения в 131-м стрелковом полку 15-й Инзенской стрелковой дивизии Южного фронта. Участвовал в Северно-Таврийской и Перекопско-Чонгарской наступательных операциях против войск генерала П. Н. Врангеля. 
В сентябре 1921 года был направлен на учёбу на 6-е Саратовские артиллерийские курсы, при этом во время учёбы с мая по ноябрь 1922 года в составе сводного отряда курсантов командир отделения Пётр Шафранов воевал против басмачей в Туркестане. С февраля 1923 года служил в артиллерийском дивизионе 44-й стрелковой дивизии Украинского военного округа (Житомир): командир орудия, помощник командира взвода. С октября 1923 года служил в 99-м артиллерийском полку этого округа (Черкассы): командир взвода, помощник командира батареи. В октябре 1926 года направлен учиться в Киевскую артиллерийскую школу, откуда переведён в Сумскую артиллерийскую школу и окончил её в 1928 году. С марта 1928 года служил в 56-м артиллерийском полку Ленинградского военного округа (Псков): командир батареи, временно исполняющий должность начальника полковой школы. В 1926 году вступил в ВКП(б). В июне 1930 года его послали учиться в академию. 
В 1934 году окончил Артиллерийскую академию РККА имени Ф. Э. Дзержинского, с ноября 1934 года был адъюнктом в этой академии. С мая 1935 года — инженер, а с сентября 1937 — начальник отделения в Главном артиллерийском управлении РККА. С июля 1938 года — начальник сектора и начальник отдела в Комитете обороны при СНК СССР.

## Великая Отечественная война
С июля 1941 года — командир 778-го артиллерийского полка 247-й стрелковой дивизии в 31-й армии Резервного фронта, с которой участвовал в начале оборонительного этапа битвы за Москву. С октября 1942 — начальник артиллерии 249-й стрелковой дивизии в 22-й и 4-й ударной армиях на Калининском и Северо-Западном фронтах. Дивизия в конце 1941 года держала оборону на участке озеро Селигер — река Волга. В  январе 1942 года дивизия наступала в Торопецко-Холмской операции, действуя в полосе главного удара. В сложных условиях зимы и сильных холодов бойцы прошли менее чем за месяц с боями до 200 километров, освободив крупные населённые пункты Пено, Переходовец, Андреаполь, Торопец и Велиж. За эту операцию в марте 1942 года дивизии было присвоено гвардейское звание и она стала именоваться 16-й гвардейской стрелковой дивизией, а начальник артиллерии дивизии полковник Шафранов удостоен своего первого ордена — ордена Красного Знамени. Далее в составе 30-й армии Западного фронта дивизия участвовала в Первой Ржевско-Сычевской операции. 
16 августа 1942 года стал командиром этой дивизии. Под его командованием она участвовала в Второй Ржевско-Сычёвской операции (операция «Марс»), Ржевско-Вяземской наступательной операции 1943 года и Орловской наступательной операции. За отличия при освобождении города Карачев дивизии присвоено почётное наименование «Карачевская» (15.08.1943).
С сентября 1943 года — командир 36-го гвардейского стрелкового корпуса в 11-й гвардейской армии на Брянском, 2-м Прибалтийском и 1-м Прибалтийском фронтах. Во главе корпуса участвовал в Брянской, Городокской, Витебской фронтовых наступательных операциях. Особо отличился в Белорусской стратегической операции (в том числе Витебско-Оршанская операция, Вильнюсская наступательная операция, Каунасская наступательная операция). Тогда, летом 1944 года, корпус генерала Шафранова после умелого обходного маневра с ходу освободил превращенный в единый укрепрайон город Оршу, в июле без задержки форсировал реку Неман и за трое последующих суток продвинулся на 50 километров и овладел городом Калвария. 
С октября 1944 года исполнял должность командующего 5-й армией на 3-м Белорусском фронте, заменив попавшего в госпиталь командарма Н. И. Крылова. Руководил войсками армии в Гумбиннен-Гольдапской операции.
С декабря 1944 года командовал 31-й армией в составе 3-го Белорусского фронта. В Восточно-Прусской наступательной операции в январе-марте 1945 года армия прорвала Хейльсбергский укрепрайон, овладела городами Ширвиндт, Лабиау, Белау, Тапиау и вышла к заливу Фришес-Хафф, отрезав пути отхода крупной немецкой группировки южнее Кёнигсберга. В марте 1945 года в ходе Хейльсбергской фронтовой операции армия штурмом взяла последний крупный укреплённый пункт немецкой обороны  в этом районе Хайлигенба́йль и при ликвидации окружённой хейльсбергской группировки захватила тысячи пленных и большое количество вооружения и военной техники противника.
За отличное командование войсками армии в Восточно-Прусской наступательной операции указом Президиума Верховного Совета СССР от 19 апреля 1945 года генерал-лейтенанту П. Г. Шафранову присвоено звание Героя Советского Союза с вручением ордена Ленина и медали «Золотая Звезда».
В апреле 1945 года армию перебросили на 1-й Украинский фронт, где она приняла участие в Берлинской и Пражской наступательных операциях.

## Послевоенное время
После войны под его руководством 31-я армия была выведена в Львовский военный округ и там расформирована. С май 1946 по март 1947 года командовал 28-й общевойсковой армией (Белорусский военный округ), затем направлен на учёбу. В 1948 году окончил Высшие академические курсы при Высшей военной академии имени К. Е. Ворошилова.
После их окончания был переведён в Войска ПВО, где с августа 1948 года командовал войсками Донбасского района ПВО, с июня 1952 года — Бакинского района ПВО, с апреля 1954 года — Уральского района ПВО. С июня 1954 года — первый командующий Уральской армией ПВО и одновременно — заместитель командующего войсками Уральского военного округа по Войскам ПВО страны. С мая 1955 года — заместитель командующего войсками Закавказского военного округа по Войскам ПВО страны.
С июля 1956 года — начальник кафедры ПВО Высшей военной академии имени К. Е. Ворошилова. В декабре того же 1956 года назначен начальником Военной командной академии ПВО. С ноября 1959 года служил главным военным советником в Венгерской народной армии, с августа 1961 года — представитель Главного командования Объединённых Вооружённых Сил государств — участников Варшавского договора в Венгерской народной республике. С 1965 года — в запасе.
Депутат Верховного Совета СССР III созыва (1950—1954).
Жил в Москве. Умер 4 ноября 1972 года. Похоронен на Новодевичьем кладбище.

## Награды
- Герой Советского Союза (19.04.1945, медаль № 7418)[4]
- Два ордена Ленина (21.02.1945, 19.04.1945)
- Три ордена Красного Знамени (31.01.1942, 3.11.1944, 15.11.1950)
- Орден Суворова II степени (27.08.1943)
- Орден Кутузова II степени (30.01.1943)
- Орден Богдана Хмельницкого II степени (4.07.1944)
- медаль «За боевые заслуги» (28.10.967)
- медаль «За взятие Кёнигсберга»
- медаль «За освобождение Праги»
- другие медали СССР
- Орден Британской Империи III степени (1944)[5]
- Орден Знамени с алмазами (Венгрия)
- Орден «Virtuti militari» (Польша)

## Память
- Его именем было названо судно Министерства морского флота СССР.
- Именем Героя названа улица в городе Буинске Республики Татарстан.
- Имя Героя носит школа в селе Большое-Фролово, где и родился сам Петр Григорьевич, в Буинском районе Республики Татарстан